# Mateo I de Foix
Mateo I fue vizconde de Castellbó y señor de Montcada. Sucedió a su padre Roger Bernardo IV tras el fallecimiento de este en 1381.

## Biografía
Accedió al gobierno sin previsión de mayor grandeza pero, en el mismo 1381, el asesinato de Gastón, hijo de Gastón III Febus, dejó al conde de Foix y vizconde de Bearne sin herederos. Aunque el rey de Francia fue designado sucesor, Mateo, en estrecha alianza con Juan I rey de Aragón, preparó su reclamación. A la muerte de Gastón Febus se anunció el enlace de Mateo con Juana de Aragón y de Armagnac, hija del rey de Aragón (enlace formalizado en 1393) y el vizconde viajó a los dominios que reclamaba donde confirmó y aun extendió los privilegios y libertades de sus súbditos recibiendo el homenaje de los feudatarios. Las negociaciones de la corte aragonesa con la francesa tuvieron éxito y Carlos VI de Francia renunció al acuerdo formalizado con Gastón Febus (el Tratado de Tolosa) que le convertía en heredero. En una carta fechada en Tours el 20 de diciembre de 1391 el rey francés reconocía a Mateo I, quien le prestaba vasallaje por sus posesiones en Foix y Bearn. También los hijos bastardos de Gastón Febus reconocieron a Mateo.
Después de la muerte sin descendencia de su suegro el rey de Aragón, declaró a su mujer como heredera legítima de la Corona aragonesa y pretendió ser rey de Aragón. Entró con un ejército en Cataluña y luego en Aragón, pero sus pretensiones fueron rechazadas por las instituciones aragonesas, que proclamaron a Martín I de Aragón, entonces regente de Sicilia, como heredero legítimo. Mateo I pasó a Navarra y de ahí a Bearne. Martín finalmente llegó a Zaragoza a jurar los Fueros y a ser coronado como rey de Aragón.
Mateo I murió en 1398 súbitamente, sin tener descendientes.

## Títulos
Llevaba los títulos siguientes:
- Vizconde de Castellbó
- Señor de Montcada y Castellvell
- Conde de Foix
- Vizconde de Bearn, Marsan, Oloron, Gabarret, Brulhes y Lautrec
- Señor de Andorra, Donasan (Donauzan) y Nebouzan.

| Predecesor: Gastón III de Foix y X de Bearne «Febus» | Conde de Foix y Vizconde de Bearne 1391-1398 | Sucesor: Isabel de Castellbó |
| Predecesor: Roger Bernardo IV de Castellbó           | Vizconde de Castellbó 1381-1398              | Sucesor: Isabel de Castellbó |